# La Chapelle-Saint-Fray

La Chapelle-Saint-Fray este o comună în departamentul Sarthe, Franța. În 2009 avea o populație de 392 de locuitori.